# Jugurtha Hamroun
Jugurtha Hamroun (Tizi Ouzou, 27 gennaio 1989) è un ex calciatore algerino, di ruolo attaccante.

## Caratteristiche tecniche
Ala destra, può giocare anche come ala sinistra o trequartista.

## Carriera
Cresciuto nel Guingamp, ha debuttato in prima squadra nella stagione 2008-2009 in Ligue 2. Nella stagione successiva, ancora in seconda serie, prende parte alle 2 partite di UEFA Europa League che gioca la sua squadra.
Nel 2011 si trasferisce per mezza stagione al Černomorec Burgas, nel campionato bulgaro, quindi nel gennaio del 2012 passa ai turchi del Karabükspor.

## Palmarès

### Club

#### Competizioni nazionali
- Coppa di Francia: 1

Guingamp: 2008-2009
- Coppa di Lega rumena: 1

Steaua Bucarest: 2015-2016
- Qatar Crown Prince Cup: 1

Al-Sadd: 2017